# Haaravaara (naturreservat)
Haaravaara är ett naturreservat i Pajala kommun i Norrbottens län.
Området är naturskyddat sedan 2009 och är 3,4 kvadratkilometer stort. Reservatet omfattar sluttningar mot en bäck i norr. Reservatet består av gles tallskog med partier i öster av granskog. 